# III liga polska w piłce siatkowej mężczyzn (2012/2013)
III liga polska w piłce siatkowej mężczyzn 2012/2013 – rozgrywki czwartej w hierarchii po PLPS (PlusLidze), I lidze i II lidze - klasy męskich ligowych rozgrywek siatkarskich w Polsce. Rywalizacja w niej toczy się systemem ligowym - o awans do II ligi, a za jej prowadzenie odpowiadają Wojewódzkie Związki Piłki Siatkowej. W niektórych województwach gra się rundy play-off. Najlepsze dwie drużyny każdego z województw miały prawo wystąpić w turniejach o awans do II ligi organizowanych przez Polski Związek Piłki Siatkowej - półfinałowych i finałowych. W każdym turnieju udział brały 4 drużyny. W półfinałowych 2 najlepsze z każdego z nich awansowały dalej, a w turniejach finałowych tylko najlepsza drużyna każdego z turniejów awansowała bezpośrednio do II ligi, natomiast drużyny z drugich miejsc rozgrywały z przedostatnimi w grupach drużynami z II ligi dwumecz barażowy o awans. W niektórych województwach najsłabsze drużyny są relegowane do IV ligi, jeśli w danym województwie ona funkcjonuje.

## Turnieje półfinałowe[1]

### Lubsko
| miejsce | drużyna                   | mecze | punkty | sety | małe punkty |
| ------- | ------------------------- | ----- | ------ | ---- | ----------- |
| 1       | AZS UAM Rataje FKS Poznań | 3     | 6      | 9:0  | 225:161     |
| 2       | MKS Ołavia Oława          | 3     | 5      | 6:4  | 231:240     |
| 3       | SPS Eurotax Lubsko        | 3     | 4      | 4:8  | 266:270     |
| 4       | LKS Spartakus Pyrzyce     | 3     | 3      | 2:9  | 206:257     |

     awans do turnieju finałowego

### Wilczyn
| miejsce | drużyna                              | mecze | punkty | sety | małe punkty | adnotacje                     |
| ------- | ------------------------------------ | ----- | ------ | ---- | ----------- | ----------------------------- |
| 1       | LUKS Wilki Wilczyn                   | 3     | 6      | 9:1  | 240:191     |                               |
| 2       | SPS Chrobry Głogów                   | 3     | 5      | 7:4  | 252:209     |                               |
| 3       | MKST Astra Nowa Sól                  | 3     | 4      | 3:6  | 172:204     | awans do II ligi decyzją PZPS |
| 4       | UKS OPP Powiat Kołobrzeski Kołobrzeg | 3     | 3      | 1:9  | 186:246     |                               |

     awans do turnieju finałowego

### Gdańsk
| miejsce | drużyna                 | mecze | punkty | sety | małe punkty |
| ------- | ----------------------- | ----- | ------ | ---- | ----------- |
| 1       | GKS Stoczniowiec Gdańsk | 3     | 6      | 9:0  | 230:176     |
| 2       | Wicher Wilkasy          | 3     | 5      | 6:5  | 229:223     |
| 3       | UKS Budowlanka Toruń    | 3     | 4      | 5:6  | 238:240     |
| 4       | LUKS Żubr TL Białowieża | 3     | 3      | 0:9  | 170:228     |

     awans do turnieju finałowego

### Kamieniec
| miejsce | drużyna               | mecze | punkty | sety | małe punkty |
| ------- | --------------------- | ----- | ------ | ---- | ----------- |
| 1       | Trefl SA II Gdańsk    | 3     | 6      | 9:2  | 264:193     |
| 2       | KS Chełmża            | 3     | 5      | 8:4  | 280:258     |
| 3       | CSiR Basten Kamieniec | 3     | 4      | 3:7  | 190:244     |
| 4       | SPS Epigon Słupsk     | 3     | 3      | 2:9  | 235:274     |

     awans do turnieju finałowego

### Tomaszów Mazowiecki
| miejsce | drużyna                        | mecze | punkty | sety | małe punkty | adnotacje                     |
| ------- | ------------------------------ | ----- | ------ | ---- | ----------- | ----------------------------- |
| 1       | UKS Hutnik Dobry Wynik Kraków  | 3     | 6      | 9:3  | 284:236     |                               |
| 2       | MUKS Huragan Wołomin           | 3     | 5      | 8:3  | 256:224     |                               |
| 3       | KS Lechia Tomaszów Mazowiecki  | 3     | 4      | 4:8  | 227:271     | awans do II ligi decyzją PZPS |
| 4       | KS Zakład Karny Biała Podlaska | 3     | 3      | 2:9  | 213:249     |                               |

     awans do turnieju finałowego

### Nałęczów
| miejsce | drużyna                   | mecze | punkty | sety | małe punkty |
| ------- | ------------------------- | ----- | ------ | ---- | ----------- |
| 1       | AZS UW Warszawa           | 3     | 6      | 9:1  | 244:198     |
| 2       | PRO AZS ATH Bielsko-Biała | 3     | 5      | 6:4  | 223:207     |
| 3       | LKS Cisy Nałęczów         | 3     | 4      | 4:8  | 248:265     |
| 4       | GLKS Siatkarz Drużbice    | 3     | 3      | 3:9  | 235:280     |

     awans do turnieju finałowego

### Andrychów
| miejsce | drużyna                         | mecze | punkty | sety | małe punkty | adnotacje                     |
| ------- | ------------------------------- | ----- | ------ | ---- | ----------- | ----------------------------- |
| 1       | MKS Andrychów                   | 3     | 5      | 7:3  | 233:205     |                               |
| 2       | UKS Strzelce Opolskie           | 3     | 5      | 6:6  | 266:260     |                               |
| 3       | MTS Winner Czechowice-Dziedzice | 3     | 4      | 5:6  | 231:232     | awans do II ligi decyzją PZPS |
| 4       | TKF ITS Anilana Rakszawa        | 3     | 4      | 3:6  | 181:214     |                               |

     awans do turnieju finałowego

### Sanok
| miejsce | drużyna                | mecze | punkty | sety | małe punkty | adnotacje                     |
| ------- | ---------------------- | ----- | ------ | ---- | ----------- | ----------------------------- |
| 1       | UMKS Kęczanin II Kęty  | 3     | 6      | 9:0  | 225:178     |                               |
| 2       | TKKF Czarni Katowice   | 3     | 5      | 6:3  | 207:199     |                               |
| 3       | TSV Mansard Sanok      | 3     | 4      | 3:6  | 200:208     | awans do II ligi decyzją PZPS |
| 4       | LZS Tor Dobrzeń Wielki | 3     | 3      | 0:9  | 180:227     |                               |

     awans do turnieju finałowego

## Turnieje finałowe[2]

### Strzelce Opolskie
| miejsce | drużyna                       | mecze | punkty | sety | małe punkty | adnotacje          |
| ------- | ----------------------------- | ----- | ------ | ---- | ----------- | ------------------ |
| 1       | UKS Hutnik Dobry Wynik Kraków | 3     | 6      | 9:3  | 280:241     |                    |
| 2       | AZS UAM Rataje FKS Poznań     | 3     | 5      | 8:5  | 273:277     |                    |
| 3       | UKS Strzelce Opolskie         | 3     | 4      | 5:7  | 278:270     | awans decyzją PZPS |
| 4       | Wicher Wilkasy                | 3     | 3      | 2:9  | 229:272     | awans decyzją PZPS |

     - awans do II ligi
     - baraż o awans

### Wilczyn
| miejsce | drużyna              | mecze | punkty | sety | małe punkty | adnotacje          |
| ------- | -------------------- | ----- | ------ | ---- | ----------- | ------------------ |
| 1       | LUKS Wilki Wilczyn   | 3     | 6      | 9:3  | 282:257     |                    |
| 2       | TKKF Czarni Katowice | 3     | 5      | 7:6  | 296:288     |                    |
| 3       | AZS UW Warszawa      | 3     | 4      | 7:6  | 285:260     | awans decyzją PZPS |
| 4       | KS Chełmża           | 3     | 3      | 1:9  | 192:250     |                    |

     - awans do II ligi
     - baraż o awans

### Gdańsk
| miejsce | drużyna                 | mecze | punkty | sety | małe punkty |                    |
| ------- | ----------------------- | ----- | ------ | ---- | ----------- | ------------------ |
| 1       | MUKS Huragan Wołomin    | 3     | 6      | 9:3  | 282:243     |                    |
| 2       | GKS Stoczniowiec Gdańsk | 3     | 5      | 7:5  | 273:269     |                    |
| 3       | MKS Andrychów           | 3     | 4      | 6:6  | 270:260     | awans decyzją PZPS |
| 4       | MKS Ołavia Oława        | 3     | 3      | 1:9  | 194:247     | awans decyzją PZPS |

     - awans do II ligi
     - baraż o awans
| miejsce | drużyna                   | mecze | punkty | sety | małe punkty | adnotacje                                       |
| ------- | ------------------------- | ----- | ------ | ---- | ----------- | ----------------------------------------------- |
| 1       | UMKS Kęczanin Kęty II     | 3     | 6      | 9:1  | 244:210     | brak zgłoszenia do przyszłych rozgrywek II ligi |
| 2       | Trefl SA II Gdańsk        | 3     | 5      | 7:3  | 243:206     |                                                 |
| 3       | SPS Chrobry Głogów        | 3     | 4      | 3:6  | 201:197     | awans decyzją PZPS                              |
| 4       | PRO AZS ATH Bielsko-Biała | 3     | 3      | 0:9  | 150:225     |                                                 |

     - awans do II ligi
     - baraż o awans

## Baraże o awans[3]
| gospodarz                | gość                     | wynik meczu | wyniki setów                      |
| ------------------------ | ------------------------ | ----------- | --------------------------------- |
| GTPS Gorzów Wielkopolski | Rataje - ZSO 4 Poznań    | 3:1         | 25:23, 25:19, 19:25, 25:18        |
| Rataje - ZSO 4 Poznań    | GTPS Gorzów Wielkopolski | 0:3         | 23:25, 22:25, 17:25               |
|                          |                          |             |                                   |
| Bielawianka Bielawa      | Czarni Katowice          | 3:0         | 25:21, 25:23, 25:20               |
| Czarni Katowice          | Bielawianka Bielawa      | 3:2         | 25:23, 15:25, 17:25, 25:22, 18:16 |
|                          |                          |             |                                   |
| Żyrardowianka Żyrardów   | Stoczniowiec Gdańsk      | 3:1         | 20:25, 25:13, 25:17, 25:19        |
| Stoczniowiec Gdańsk      | Żyrardowianka Żyrardów   | 3:2         | 27:25, 18:25, 25:21, 25:27, 15:8  |

Awans do II ligi po barażu:
- Bielawianka Bielawa (utrzymanie się w II lidze)
- Czarni Katowice  - awans decyzją PZPS (pomimo przegranego barażu)
- Stoczniowiec Gdańsk - awans decyzją PZPS (pomimo przegranego barażu)

Objaśnienie:
Pomimo wygranych baraży o awans do rozgrywek II ligi sezonu 2013/2014 nie zgłosiły się finalnie drużyny GTPS Gorzów Wielkopolski i Żyrardowianka Żyrardów.